# Azgueilem Tiyab
Azgueilem Tiyab (ou Zgueilim, en arabe : ازكيلم) est une commune rurale du sud de la Mauritanie, située dans le département de Monguel de la région de Gorgol.

## Géographie
La commune d'Azgueilem Tiyab est située au nord dans la région de Gorgol et elle s'étend sur 627 km2.
Elle est délimitée au nord par les communes de Monguel, de Bathet Moit, de Bakhel et de Melzem Teichet, à l’est par la commune de Chelkhet Tiyab, au sud par la commune de Lexeiba 1, à l'ouest par les communes de Ganki et de Djellwar.

## Histoire
Azgueilem Tiyab a été érigée en commune par l'ordonnance du 20 octobre 1987 instituant les communes de Mauritanie.

## Démographie
Lors du Recensement général de la population et de l'habitat (RGPH) de 2000, Azgueilem Tiyab comptait 9 056 habitants.
Lors du RGPH de 2013, la commune en comptait 12 949, soit une croissance annuelle de 2,9 % sur 13 ans.

## Administration
| Période                                  | Période | Identité                 | Étiquette | Qualité |
| ---------------------------------------- | ------- | ------------------------ | --------- | ------- |
| Les données manquantes sont à compléter. |         |                          |           |         |
| 2013                                     | 2018    | Mohamed Kaber Ould Sidal |           |         |
| 2018                                     | 2023    | Mohamed Kabire           | UPR       |         |

## Économie
L'agriculture est au centre de l'économie d'Azgueilem Tiyab, comme quasiment toutes les communes de la région. Mais cette économie est fragile car elle rencontre des obstacles à son développement, notamment les conditions climatiques ou le manque de moyens des agriculteurs. Pour faire face à ces obstacles, l'état ou différentes ONG financent des projets qui améliorent les conditions de vie des habitants.
Des projets pour l'approvisionnement en eau de la région sont notamment mis en place, avec le renforcement du réseau hydraulique et la construction de barrages, comme celui de Nebbam à Azgueilem Tiyab.

## Santé
Azgueilem Tiyab possède une unité de santé inauguré en 2016.